# Roškovce
Roškovce est un village de Slovaquie situé dans la région de Prešov.

## Histoire
Première mention écrite du village en 1478.

## Démographie

### Évolution de la population
| Année:               | 1994. | 2004.    | 2014.    | 2024.    |
| -------------------- | ----- | -------- | -------- | -------- |
| Nombre de personnes: | 246   | 217      | 185      | 132      |
| Différence:          |       | -11,78 % | -14,74 % | -28,64 % |

| Année:               | 2023. | 2024.   |
| -------------------- | ----- | ------- |
| Nombre de personnes: | 139   | 132     |
| Différence:          |       | -5,03 % |